# Simulium gonzalezi
Simulium gonzalezi är en tvåvingeart som beskrevs av Vargas och Diaz Najera 1953. Simulium gonzalezi ingår i släktet Simulium och familjen knott. Inga underarter finns listade i Catalogue of Life.